# Palacio de la memoria

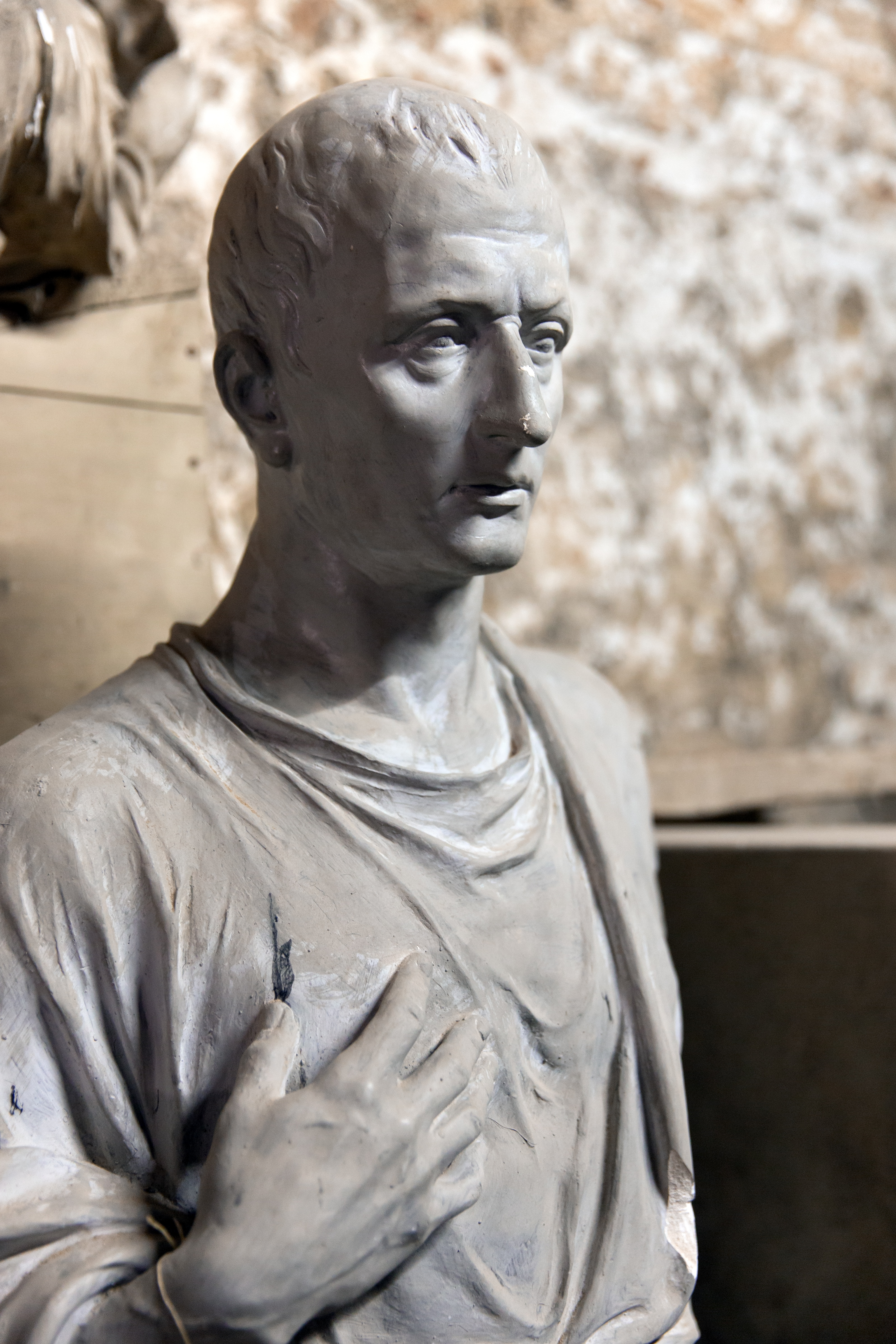
Estatua de Cicerón, de Karl Sterrer, para el Parlamento de Austria.

El método de loci (también denominado palacio de la memoria o palacio de los recuerdos) es un método mnemotécnico que se utiliza para entrenar la memoria humana.
El método consiste en imaginar un itinerario compuesto de un cierto número de lugares en un entorno familiar (por ejemplo, imaginar un recorrido por una casa en que la persona haya vivido), e imaginar los conceptos que se quiere recordar como objetos dentro del itinerario imaginado.
Por ejemplo, si se desea recordar una lista de productos para comprar en el supermercado, puede imaginar esos productos en uno o más lugares de la casa imaginada. Una vez en el supermercado, puede recuperar la lista al recorrer imaginariamente la casa, visualizando los objetos "colocados" allí anteriormente.
Según explican los psicólogos estudiosos del funcionamiento de la memoria, las personas recuerdan cosas asociadas a una imagen o a las emociones, por eso los hechos sorprendentes o impactantes son más fáciles de recordar que otros. Además, recordar el lugar donde ha ocurrido una experiencia, usualmente permite recordar el resto de detalles. Al parecer, el orden espacial influye en la memoria, por lo que algunos autores llaman al método de loci el "método del mapa espacial".

## Origen
El término loci es una palabra latina que significa "de los lugares" y es el nombre que le dio Cicerón a una técnica que usaba para memorizar los discursos que iba a dar ante el Senado Romano. Sin embargo, la técnica la aprendió del poeta griego Simónides de Ceos (Yulis, isla jónica de Ceos, ca. 551 a. C. - Siracusa, ca. 468 a. C.), del cual se hizo famosa la siguiente anécdota. Simónides fue invitado a cenar en casa de un rico, llamado Scopas, el cual le había encargado que compusiera una poema en su honor para amenizar la velada. Tras escuchar el poema, Scopas se quejó de que en sus versos había nombrado más veces a unos héroes de la mitología llamados Dioscuros que a él mismo. Dicho esto le pagó la mitad de lo prometido y le pidió que se fuera a pedir el resto del dinero a los mencionados héroes. Después de salir hubo un terremoto, la casa de Scopas quedó derruida y los invitados murieron en su interior. Durante los trabajos de desescombro llamaron a Simónides para que identificara los cuerpos de los fallecidos y él consiguió hacerlo, aunque no por sus rostros, que habían quedado muy desfigurados, sino porque era capaz de recordar el lugar exacto donde cada uno estaba sentado en el banquete.

## Uso del método
Los monjes medievales usaban este método para memorizar la Biblia y sus versículos y citarlos después. Según la historiadora Frances Yates, durante la Edad Media este saber fue estudiado en dos libros llamados la Primera y Segunda Retóricas de Tulio. Yates explica en The Art of Memory que el primero de estos libros era en realidad el De inventione de Marco Tulio Cicerón, mientras que el segundo era un escrito de autor desconocido originalmente titulado Ad Herennium. Tomás de Aquino fue uno de los que lo popularizó como método de estudio, además de citarlo como parte de la prudencia y recomendar su uso para meditar y alcanzar la piedad. El jesuita Matteo Ricci usó el método con el objetivo de introducir el cristianismo en China y lo mencionó en un tratado dándole el nombre de "palacio de la memoria". Quintiliano y Giordano Bruno utilizaron una variante de esta técnica en la que los lugares de referencia eran los signos del zodiaco. Se trataba de un método muy elaborado que usaba la descripción del mundo en círculos concéntricos que había hecho Ramon Llull. En 1584 surgieron detractores del método en Inglaterra, donde los puritanos lo calificaron de impío, puesto que para favorecer la memorización se recurría a imágenes absurdas y obscenas. Erasmo de Rotterdam se unió a esta corriente de críticas. Durante el siglo XIX, tras haber estado relegado al abandono, el método fue redescubierto por varios autores. En los Estados Unidos de América se creó un concurso de memoria el 1991 y los ganadores confesaron usar esta técnica.
En la actualidad, este método se usa exitosamente para ayudar a pacientes con depresión.

## En televisión
- Sherlock Holmes (Benedict Cumberbatch) en la serie Sherlock utiliza repetidamente este método para recordar discursos, objetos o eventos sucedidos con anterioridad.
- Patrick Jane (Simon Baker) habla de este método en varios episodios de The Mentalist.
- Hannibal Lecter, interpretado por Anthony Hopkins en la película The Silence of the Lambs, y por Mads Mikkelsen en la serie Hannibal utiliza el método.
- En la serie de televisión finlandesa Bordertown Kari Sorjonen, el detective protagonista, utiliza este método para resolver los casos.